# Gartenkunst in China
Gartengestaltung ist eine wichtige Komponente der traditionellen chinesischen Kunst und lässt sich bis in das 1. Jahrtausend v. Chr. zurückverfolgen. Anders als die Gartenanlagen, die im Alten Ägypten und im Vorderen Orient entstanden, stand hier nicht die Pflanze im Vordergrund. Chinesische Gärten sind vielmehr als Abbild eines idealen Universums konzipiert, dessen wesentliche Bestandteile künstlich angelegte Seen und Hügel, ungewöhnlich geformte Vegetation und Steine waren.

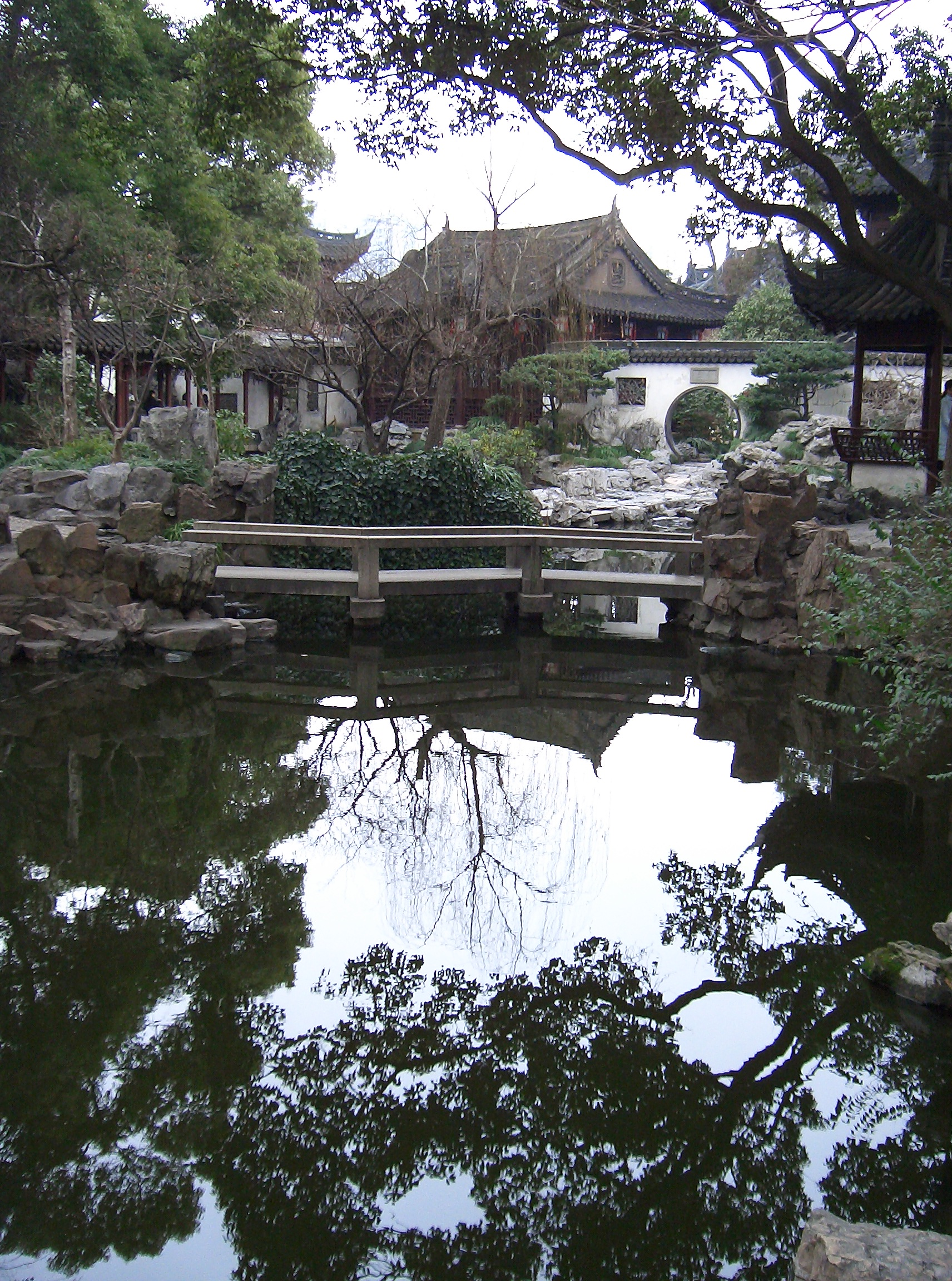
Yuyuan-Garten in Shanghai

## Merkmale des chinesischen Gartens

### Zielsetzung

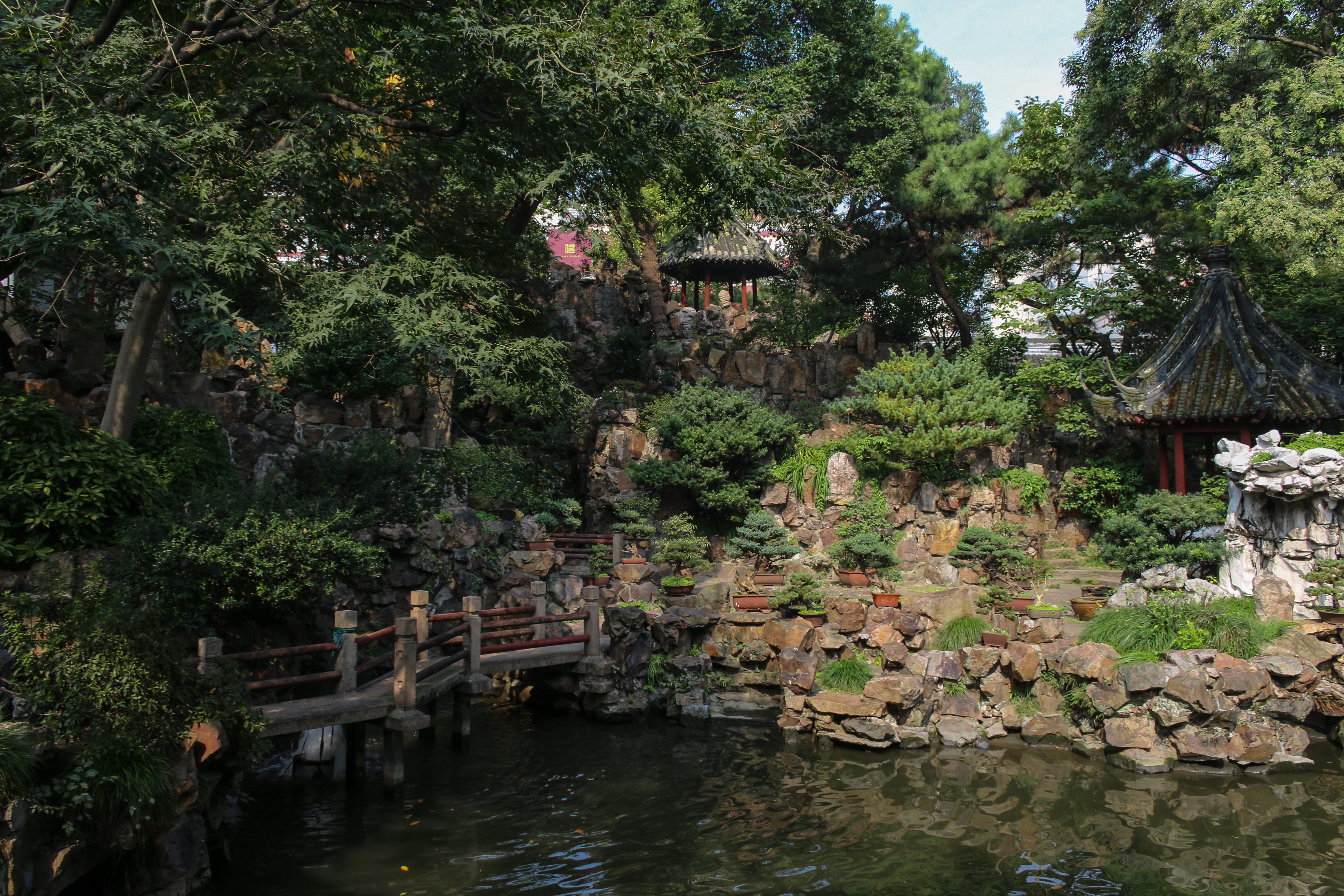
Der Yu-Garten, einer der berühmtesten Gärten Chinas, zählt zu den schönsten Beispielen der chinesischen Gartenkunst

Die traditionelle chinesische Landschaftsmalerei und die Kunst der Gartengestaltung stehen in äußerst enger Beziehung zueinander. Im Unterschied zum europäischen Garten, der erst im 18. Jahrhundert mit der Malerei in Verbindung trat, haben sich in China Malerei und Gartenkunst parallel entwickelt. Auch die Gedankenwelt der Dichtung sowie die Entwicklung der Architektur, Dramatik, Kalligraphie und Bildhauerei hat den chinesischen Garten beeinflusst.
Ziel der chinesischen Gartengestaltung ist es, Harmonie von Erde, Himmel, Steinen, Wasser, Gebäuden, Wegen und Pflanzen (den so genannten sieben Dingen) zu erreichen. Der Mensch, als Achter, konnte dann mit ihnen und in ihnen zur vollkommenen Harmonie finden. Wesentliches Gestaltungselement sind im chinesischen Garten Steine und Wasser, wobei das Wasser häufig von entweder flach auf dem Wasser aufliegenden zickzackförmigen oder sich über dem Wasser halbkreisförmig erhebenden Brücken überquert wird. Die volkstümliche Erklärung für die ungewöhnliche Bauform der zickzackförmigen, geländerlosen Brücken ist, dass so „die bösen Geister nicht herüberkommen können“, da diese sich nur geradeaus fortbewegen können. Marianne Beuchert weist jedoch darauf hin, dass diese Brücken gemäß daoistischer Philosophie auch die Mahnung enthalten, den Weg des Lebens, der niemals geradeaus führe, achtsam zu gehen. Die halbkreisförmigen Brücken spiegeln sich im Wasser zum vollen Kreis, dem chinesischen Himmelssymbol.
Kaiserliche Parks sind in der Regel in verschiedene Zonen gegliedert, da sie unterschiedlichen Aufgaben dienten. Ein Teil wurde für die Abwicklung der Regierungsangelegenheiten genutzt, ein Teil diente dem Wohnen und dem Alltagsleben und ein Teil nur dem Vergnügen des Betrachtens. Die kaiserlichen Parks der Qing-Zeit bezogen noch Tempelbauten ein. Die Gebäude der Parks waren generell weniger formalen Regeln unterworfen als die Palastgebäude der Hauptresidenz. Die grundlegende Farbkomposition eines Parks setzt sich aus dem Grün der Bäume, dem Rot der Säulen, dem Weiß der Wände und dem Grau der Tonziegeldächer zusammen.

### Feng Shui im chinesischen Garten
Feng Shui ist chinesische Geomantik, also die Kunst, eine Landschaft zu lesen und die Umgebung und Gebäude so auszurichten, dass der Fluss positiver Energie, das so genannte Qi, maximiert wird und Glück bringt. Der ideale Garten hat nach diesem Konzept im Norden hohe, schützende Berge, im Osten sanfte Hügel, die nach Süden weiter abfallen, und im Westen verläuft ein schützender Fluss. Da Qi gerne in sanften Kurven fließt, haben Teiche und Wege keine geraden Linien. Um gutes Feng Shui zu schaffen, musste im Garten Yin und Yang ausgewogen verkörpert sein. Dies wurde erreicht durch die Kontraste von kurzen und weiten Blicken, von Rauem und Weichem, von Berg und Ebene, Vertikalem und Horizontalem oder einfacher und kunstvoller Verzierung der Bauwerke. So kann beispielsweise eine einfache Veranda mit klaren, geraden Linien komplexes Schnitzwerk an den tragenden Balken unter dem Dach aufweisen oder eine weiß gekalkte Wand von einem Baum dunkel beschattet sein.

### Bedeutung und Symbolik der Pflanzen

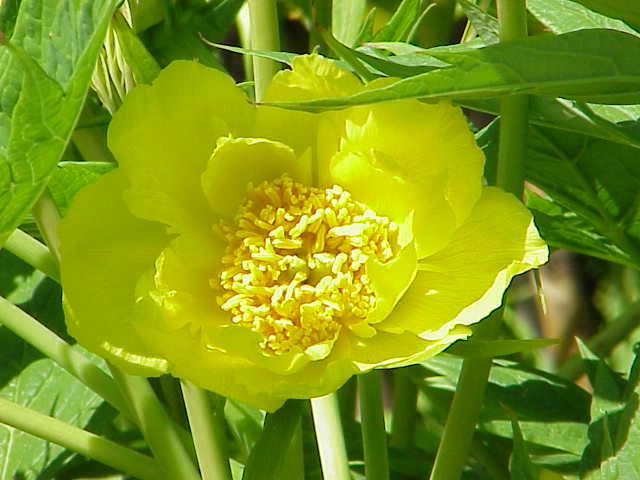
Pflanzen spielen im Chinesischen Garten nur eine untergeordnete Rolle. Eine Ausnahme davon stellen die Päonien dar – hier eine Gelbe Strauchpäonie.

Etwa zur Zeit der Song-Dynastie (960–1279) hatte man entschieden, welche Pflanzen einen Garten zieren durften. Alles, was zu diesem Zeitpunkt nicht zu den Gartenpflanzen zählte, galt bis ins 19. Jahrhundert als „Wilde Blume“ oder „Unkraut“.
Zu den im alten chinesischen Garten geschätzten Pflanzen gehören:
- Trauerweide, die den Frühlingsbeginn anzeigt und außerdem ein sexuelles Symbol war
- Winterkirsche (Prunus mume), die man für ihren Mut bewundert, schon an den frostfreien Tagen im Januar ihre Blüte zu öffnen
- Päonien, die sowohl ein in der Liebe erfülltes Frauenleben als auch Reichtum symbolisierten
- Chrysanthemen, die wegen ihres Blühens im unwirtlichen Herbst Zähigkeit und Tapferkeit symbolisierten und damit zu der Gruppe der „Pflanzen des Langen Lebens“ zählten
- Bambus, dessen knotenartige Teile der geraden Stängel die Stufen auf dem Weg zur Erleuchtung symbolisierten
- Kiefern, Männlichkeitssymbol
- Lotos, der Reinheit, Perfektion und Einheit symbolisiert, aber auch Sinnbild für den Sommer ist

### Gebäude, Tore, Brücken, Schrifttafeln

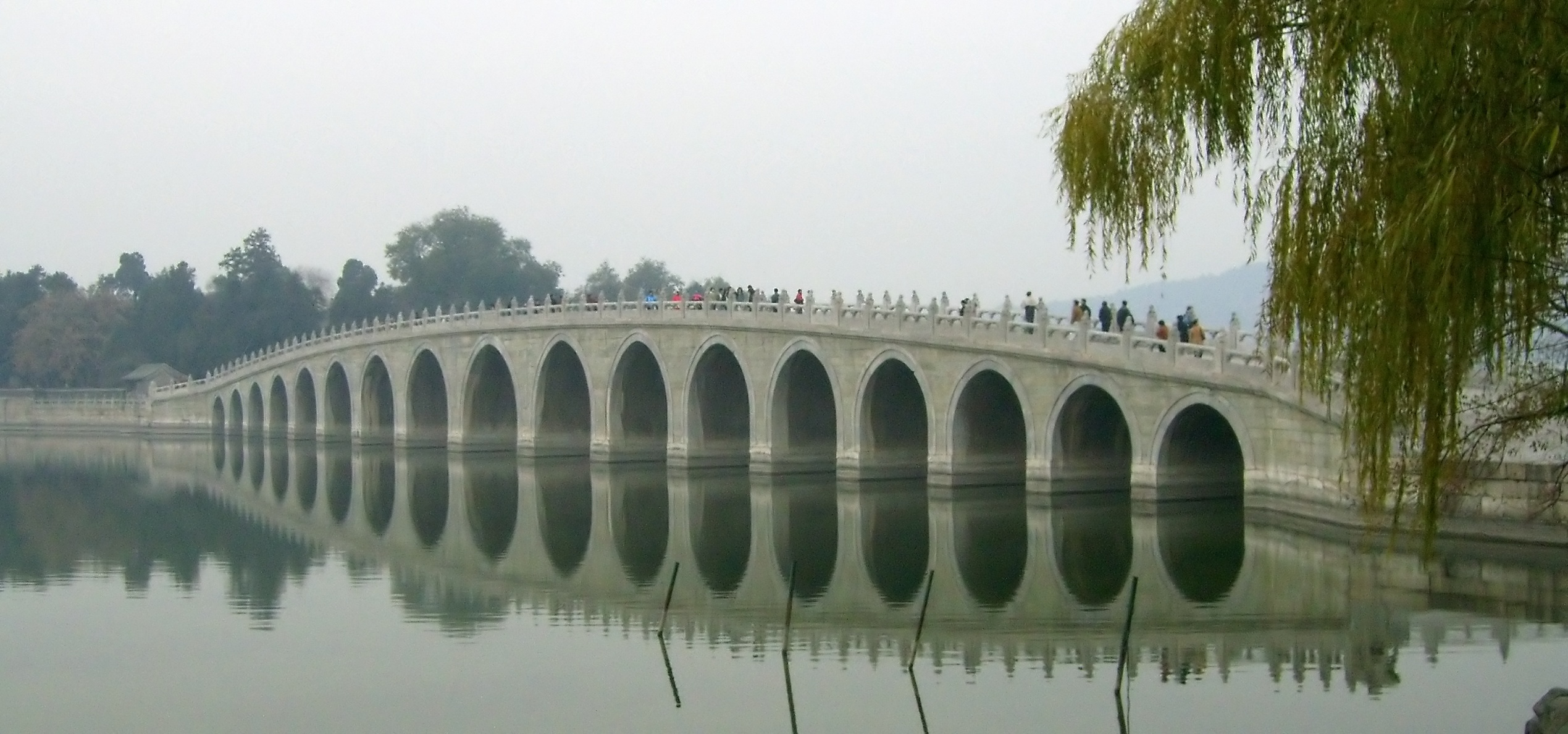
Brücke des Neuen Sommerpalasts in Peking

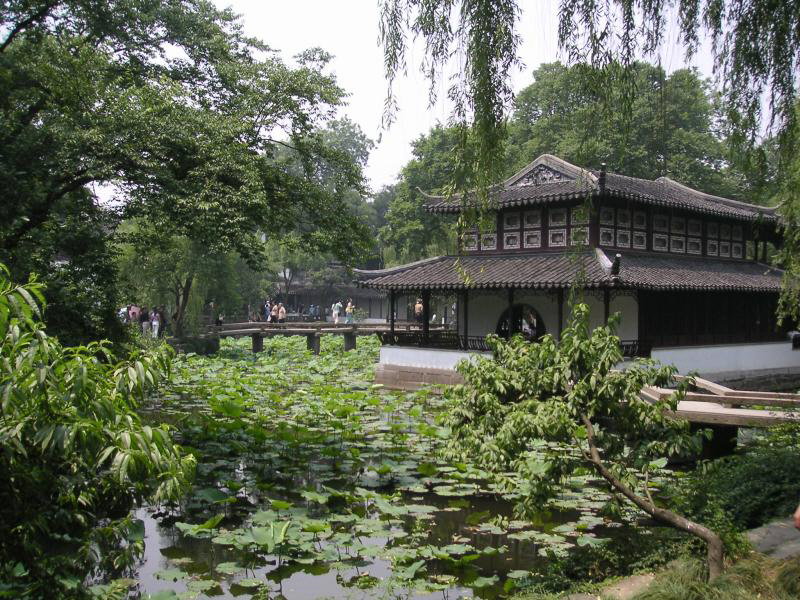
Im Garten der Politik des Einfachen Mannes in Suzhou

Im Vergleich zu ausländischen Gärten kommt in China den Bauwerken ein viel größeres Gewicht und ein äußerst wichtiger Platz zu. Sie sind in den Gärten sowohl ein Schmuck als auch ein Ort des Genießens der Szenerie, des Ausruhens und des Vergnügens. Dies spiegelt sich beispielsweise auch in den malerischen Namen, die diese Bauwerke tragen. Sie heißen beispielsweise:
- Halle, wo man den Pirolen lauscht (Neuer Sommerpalast, Peking)
- Pavillon zum Hören des Wasserfalls (Sommerpalast, Chengde)
- Turm der Freudigen Wolken (Beihai-Park, Peking)
- Haus des Erblickens der Kiefer und des Betrachtens der Blüten (Der Garten des Meisters der Netze)

In einem Garten von kleiner oder mittlerer Größe nehmen die Gebäude oft ein Drittel der Fläche ein. Die Funktionen der Bauten verbinden sich dabei mit den Besonderheiten der Landschaft – sie bilden mit dem Garten ein organisches Ganzes. Traditionell sind die Bauwerke aus dunklem Holz, Holzgittern und Bambus, mit weiß gekalkten Wänden und mit Tonziegel-bedeckten Dächern. Die weißen Wände dienten als Hintergrund für Bäume und Pflanzen und reflektierten darüber hinaus das Licht. Bevorzugte Gebäudetypen waren:
- Veranda: Nach vorne geöffnet, oft seitlich an ein Haus angebaut
- Trockenboote: Nach vorne geöffnete, oft Veranda-ähnliche Gebäude, die über eine Wasserfläche gebaut sind, so dass man hinunter ins Wasser schauen und über die Spiegelung meditieren kann
- Wandelgänge. Berühmte Wandelgänge sind beispielsweise:
  - Der Gang der Sickernden Quelle (Qinquanlang) im Beihai-Park, Peking
  - Der lange Gang (Changlang) im Sommerpalast, Peking. Dieser Gang ist mit 728 Metern der längste überdachte Weg in den alten chinesischen Gärten.
- Pavillons, wie etwa der Bronzepavillon im Neuen Sommerpalast, Peking
- Aussichtshäuschen, die häufig achteckig angelegt sind
- Brücken, wie beispielsweise die Brücke des Föhrenwindes im Sommerpalast von Chengde.

Eine weitere Besonderheit des chinesischen Gartens sind die paarigen senkrechten Schrifttafeln und die waagerechten Namensschilder. Sie sind von den Gartenbauten fast nicht zu trennen und bilden wichtige Schmuckelemente. Der Inhalt der Tafeln und Schilder ist im Allgemeinen auf die Umgebung der Gebäude bezogen. Häufig handelt es sich um Zeilen aus berühmten Gedichten, in denen Besonderheiten der Szenerie angedeutet sind.

## Geschichte der chinesischen Gartenkunst

### Anfänge

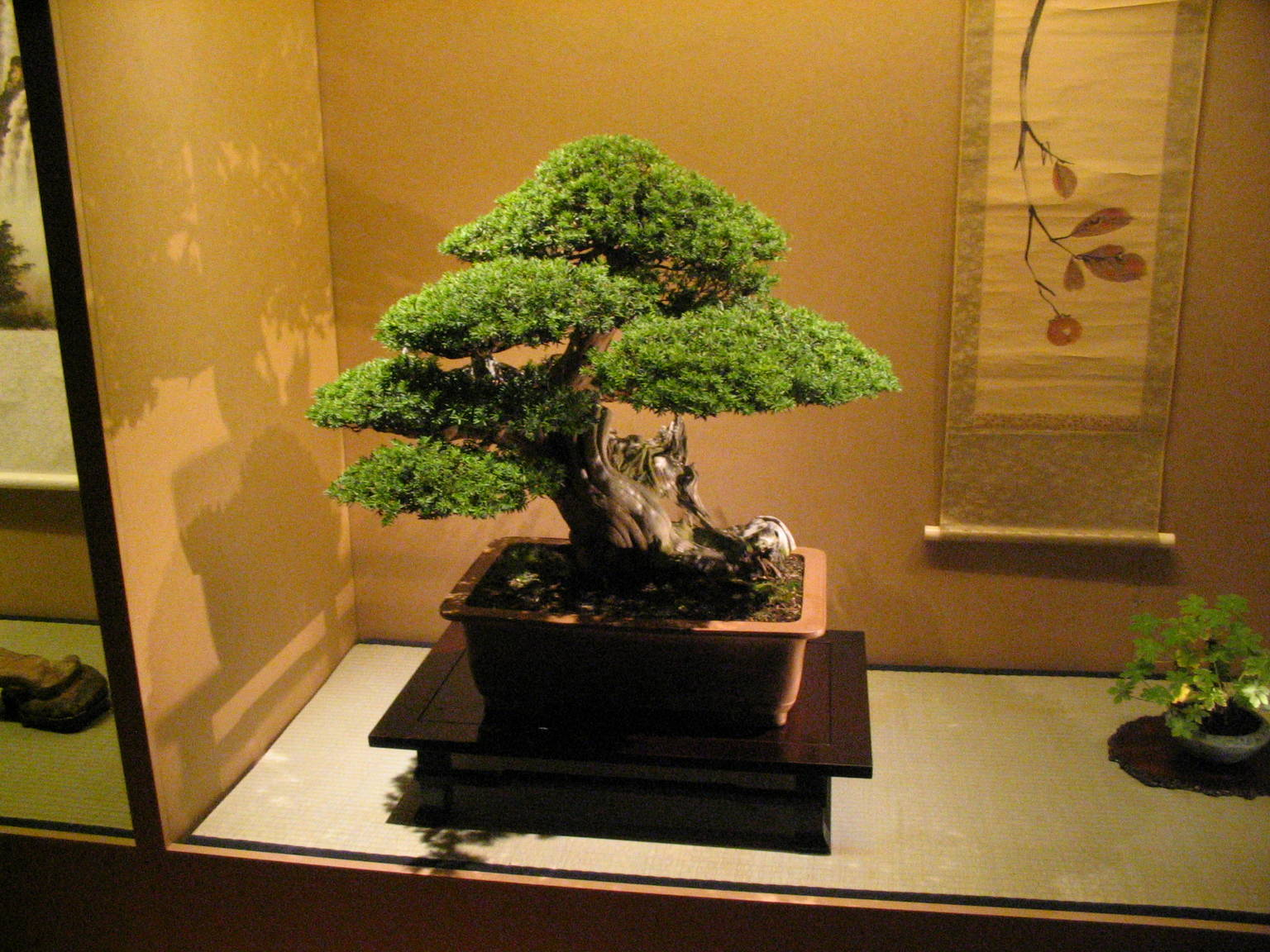
Penjing – im Westen bekannt als jap. Bonsai

Ähnlich wie für die Entwicklung der Gartenkunst in Ägypten und im Vorderen Orient stehen Jagdparks am Beginn der chinesischen Gartenkunst. Sie wurden bereits zu Zeiten der Zhou-Dynastie (11. Jh. bis 256 v. Chr.) angelegt. In der Zeit der Han-Dynastie (206 v. Chr. bis 220 n. Chr.) wurden in diesen Parks Paläste, Terrassen und Pavillons gebaut. Im Shanglin-Park des Han-Kaisers Wudi (140–87 v. Chr.) gab es Gärten, Paläste und Pavillons, die alle eigenen Zwecken dienten: dem Musizieren, dem Singen, dem Betrachten seltener Vögel und merkwürdiger Fische, dem Vergnügen an Hunden, Pferden, Elefanten und Hirschen sowie der Aufzucht ungewöhnlicher Blumen und Gehölze. Der Shanglin-Park bildete damit einen Komplex, der die verschiedenartigsten Lebensinhalte umfasste, wobei den Bauten besondere Bedeutung zukam. Man spricht deshalb für die Zeit der Han- und Qin-Dynastie auch vom „Architektur-Palast-Park“. Parallel dazu entstanden die ersten Gärten, in denen stark gestaltend in die Landschaft eingegriffen wurde, sowie die ersten großen Privatgärten. In dieser Zeit entstand offenbar die Kunst des „Penjing“ oder Bonsai – auch wenn einige der Bäume zwei und mehr Meter hoch waren und in großen Schalen im Garten gepflegt wurden.

### Die Entwicklung des „Natürlichen Landschaftsgartens“

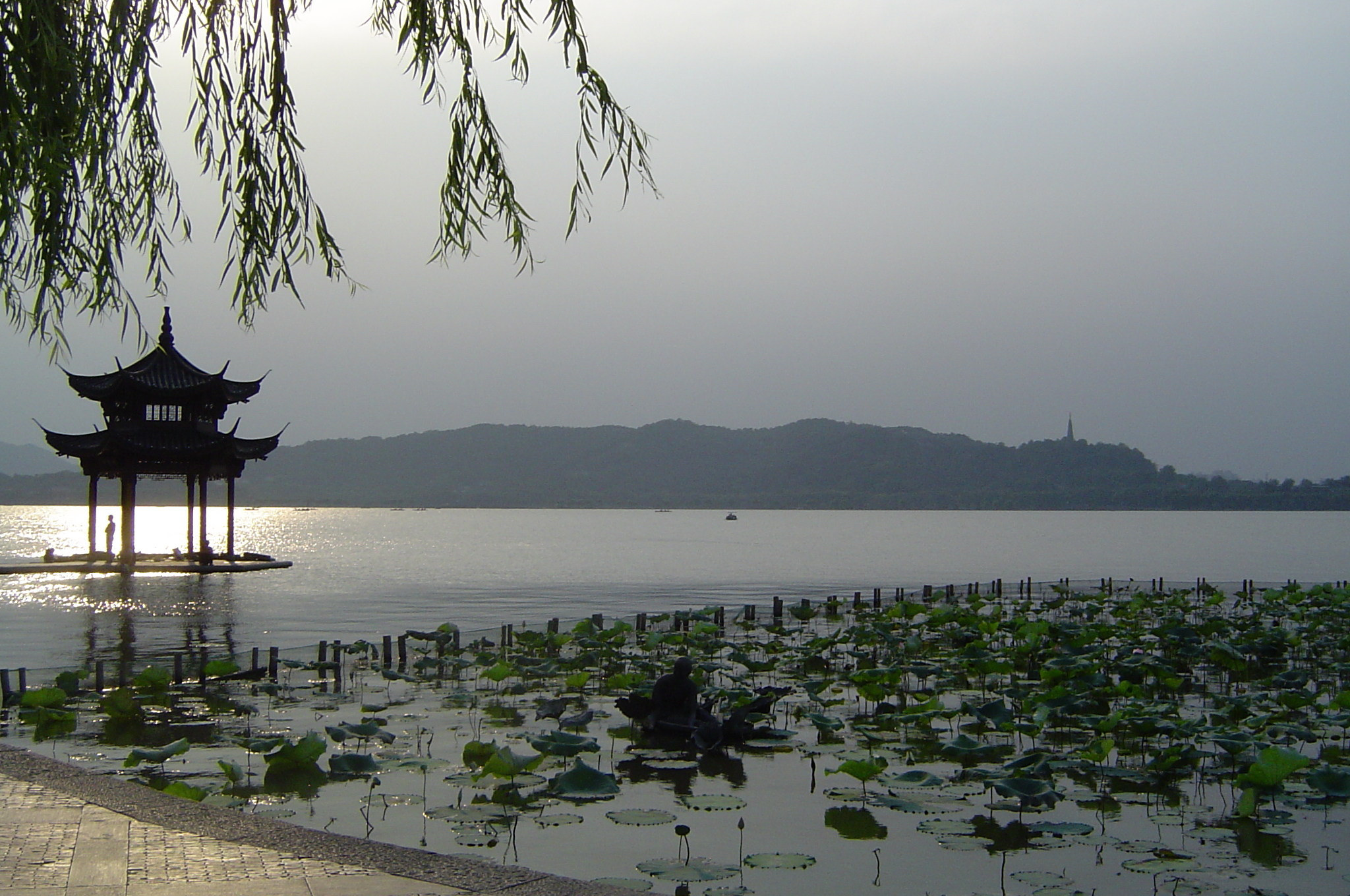
Der Westsee bei Hangzhou

Zur Zeit der Dynastien Wei (220–265 n. Chr.) und Jin (265–420) sowie der Nord- und Süd-Dynastien (420–589 n. Chr.) übten die Naturverehrung, die Verherrlichung des ländlichen Lebens in Literatur und Kunst sowie die Entwicklung der Theorie und Darstellungstechnik der Landschaftsmalerei auf die Anlage und die Methode der Gartenschöpfungen einen bestimmenden Einfluss aus. Man grub Kanäle und leitete Wasser herbei, hob Teiche aus, häufte Berge auf mit übereinandergetürmten Felsen und vielfachen Graten, mit tiefen Bächen, Höhlen und Schluchten und trieb die kunstvolle Landschaftsgestaltung bis zum Äußersten. Aus den Parks ragten entweder vereinzelt Häuser und Hallen auf oder man setzte Gruppen von Gebäuden an den Fuß von Hügeln. Diese Entwicklung des so genannten „Natürlichen Landschaftsgartens“ bewirkte wiederum Veränderungen in der Form der Kaiserpaläste mit ihren Parks. Der Sui-Kaiser Yangdi ließ beispielsweise in Luoyang den Westpark mit einem See als „Meer“-Nachbildung von circa fünf Kilometer Umfang anlegen, aus dem sich Inseln erhoben. Auf diesen Inselbergen standen Terrassen, Aussichtspavillons, Hallen und ähnliche Gebäude. Ein Kanal zog in starken Windungen durch das angrenzende Gelände, den so genannten „16 Höfen“, und mündete in dem künstlich geschaffenen „Meer“. Jeder dieser „Höfe“ entsprach innerhalb dieses Parks einer gesonderten parkartigen Anlage. Diese Form der Gartengestaltung wird auch als „Landschaftsarchitekturpark der Sui-Zeit“ bezeichnet.

### Die Gärten der Tang- und Song-Dynastie

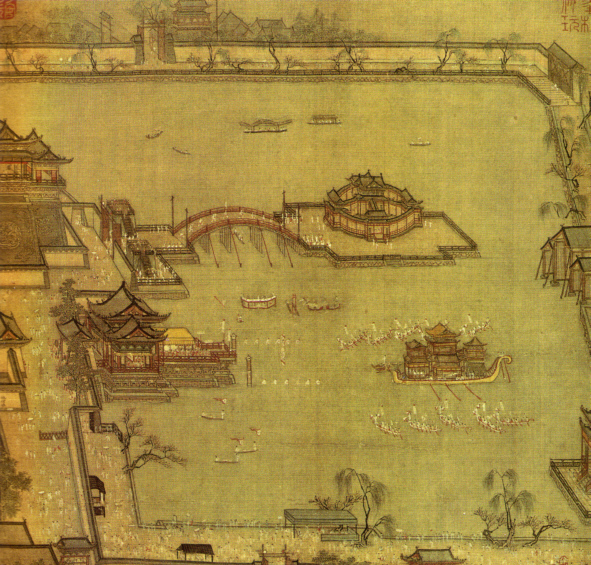
Das „Becken der goldenen Klarheit“ im kaiserlichen Garten der Song-Hauptstadt Kaifeng

Unter den Dynastien der Tang (618–907 n. Chr.) und Song wurde China dank des Exports von Seide und Keramik wohlhabend. Mit dem wirtschaftlichen Wohlstand erlebten auch die chinesische Kunst und Kultur eine einmalige Blüte. Die Entwicklung der Landschaftsmalerei in dieser Zeit beeinflusste auch die Gartengestaltung. Die idealtypische Landschaft der Malerei wurde als „Szenerie mit Sinngehalt“ (yijing) in den Gartenanlagen nachgebaut (der so genannte Landschaftsgarten der freien Malweise der Tang- und Song-Zeit). Dank des Anwachsens privater Finanzkraft nahmen in dieser Zeit auch die Ausmaße der privaten Gärten zu. Vor allem Dichter liebten die Landschaft so sehr, dass sie sich einfache Landhäuser mit Gärten bauten. Der bekannteste Dichtergarten war der des berühmten Dichters Wang Wei (699–759). Er lag am Fuße des Gebirges Zhongnan Shan und war einer der ersten „Literatur-Gärten“. Wang Wei schuf in seinem Garten Szenarien, die so poetische Namen trugen wie „Weiden-Wellen“, „‚Ah!‘-See“ oder „Haus der gemusterten Aprikosen“.
In den privaten Gärten zur Zeit der Song-Dynastie legte man besonderen Wert auf das „Gegenüberstellen von Szenerien (duijing)“ und das „Borgen von Szenarien (jiejing)“, um das Blickfeld zu erweitern. Ähnlich wie man in europäischen Gärten Statuen aufstellte, war es üblich, im Garten einzelne Felsbrocken zu setzen.

### Die Gärten der Ming- und Qing-Dynastie

Teil des Alten Sommerpalasts in Peking

Unter den Dynastien der Ming und Qing wurde die Gartenkunst auf dieser Basis weiterentwickelt und ihre Technik vervollkommnet. In dieser Zeit waren private Gärten verbreitet, wobei die Verbindung von Gartenkunst mit Literatur und Malerei ständig enger wurde und ein sehr hohes Niveau erreichte. Zu der Zeit der Qing-Dynastie (1644–1911) entstanden vor allem in der Region um Yangzhou große Privatgärten. Sie dienten im Allgemeinen nicht dem Wohnen, sondern waren Stätten, an denen der Besitzer – ein wohlhabender Kaufmann oder Beamter beispielsweise – Feste veranstaltete, sich mit Dichtung vergnügte oder ausruhte. Die Hauptgebäude eines Gartens, die gewöhnlich zum Empfang von Gästen oder zur Veranstaltung von Festen dienen, sind oft als Hallen gestaltet, die am Wasser liegen oder auf allen vier Seiten offen sind, um die Szenerie auf allen Seiten genießen zu können. Hauptobjekte der Betrachtung sind dabei Felsen und Wasser. Zu der Zeit der Hochblüte der Yangzhou-Gärten waren in jedem Garten Wasserläufe und Felsszenerien zu finden. Berühmt sind auch die Privatgärten von Suzhou, einer Region, die für die Entwicklung der Gartenkunst besonders begünstigt war, da zahlreiche Wasserquellen vorhanden waren, die heimische Pflanzenwelt vielfältig war und zudem in der Nähe Steine gebrochen wurden.

## Berühmte chinesische Gartenanlagen
- Kaiserliche Gärten
  - Beihai-Park, Peking
  - Alter Sommerpalast, Peking
  - Neuer Sommerpalast, Peking
  - Sommerpalast in Chengde
- Privatgärten
  - Garten des Liu Yong
  - Garten der Zerstreuung
  - Der Garten des Meisters der Netze

## Einfluss auf das Ausland

### Japan
Die chinesische Gartenkunst wurde im 6. Jahrhundert n. Chr. in Japan eingeführt und ist eine der Quellen der japanischen Kunst der Gartengestaltung.

### Europa

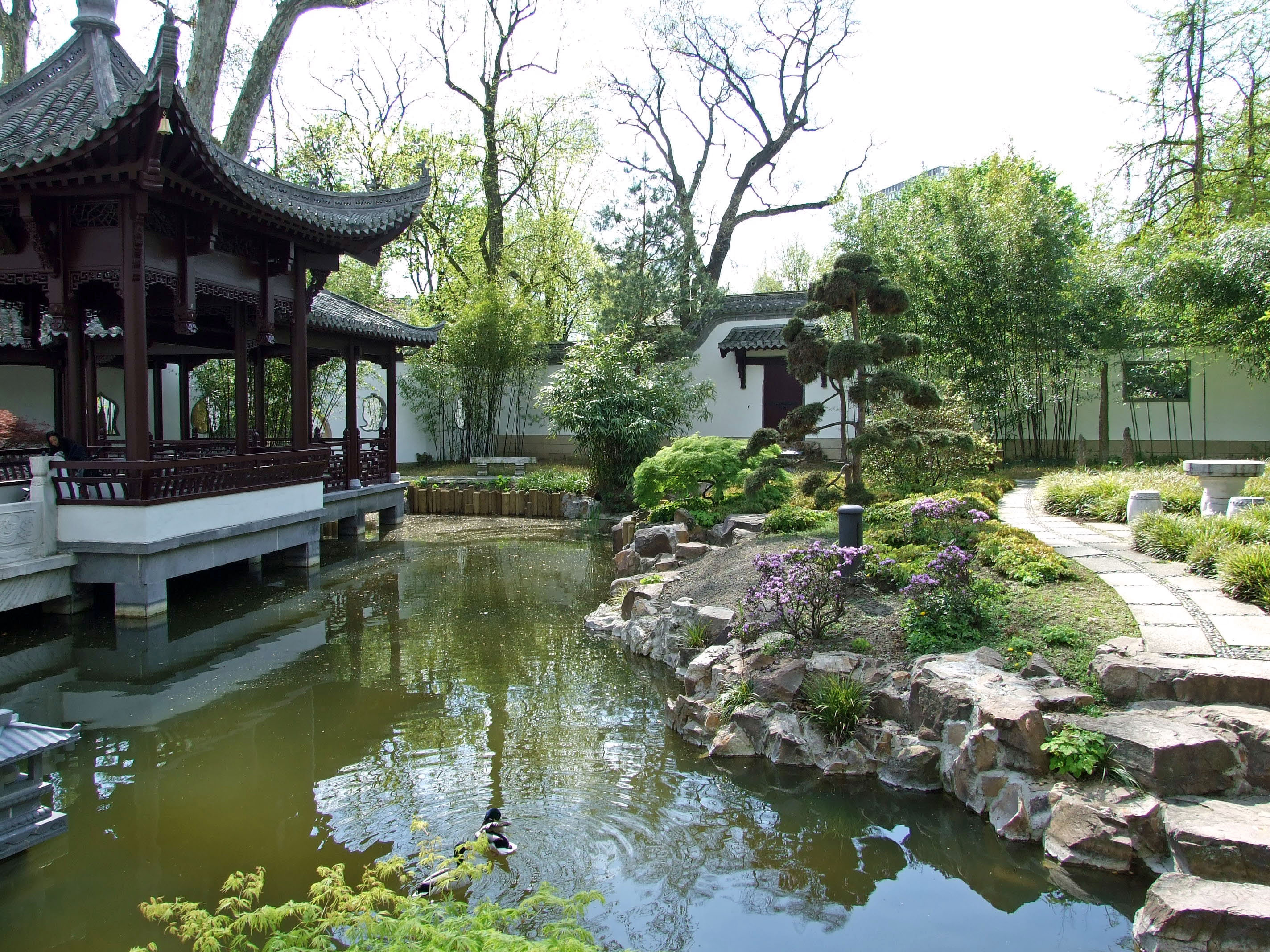
Garten des himmlischen Friedens, Frankfurt

Schon Marco Polo hatte die chinesischen Gärten beschrieben, die so gänzlich von den europäischen abwichen, aber seine Beschreibungen waren zu vage, als dass sie großen Einfluss auf die Gartengestaltung in Europa haben konnten.
Dies änderte sich, als der Franziskaner Matteo Ripa von seiner Reise in China zahlreiche Kupferstiche mitbrachte, die ein Bild von der chinesischen Gartengestaltung vermitteln konnten. Bei seinem Besuch in England traf er mit zahlreichen Vertretern des englischen Hochadels zusammen, die in der Gestaltung ihrer Landschaftsgärten diese Ideen bereitwillig aufgriffen. Dies führte zum so genannten „Jardin anglo-chinois“, einer Mischform geometrischer und landschaftlicher Gartengestaltung.
Seit den 1970er Jahren entstanden in Europa zunehmend chinesische Gärten. Häufig wurden sie im Rahmen von Städtepartnerschaften von chinesischen Gartenbaufachleuten realisiert, die hierbei aus China eingeführte Pflanzen, Felsen und Architekturteile verwendeten. Bekannte Beispiele sind:
- der Garten von Duft und Pracht in München (eröffnet 1983)
- der Chinesische Garten in Bochum (eröffnet 1990)
- der Garten des Himmlischen Friedens in Frankfurt am Main (1989)
- der Chinagarten Zürich (1994)
- der Garten des wiedergewonnenen Mondes in Berlin-Marzahn (2000)
- der Garten der vielen Ansichten in Mannheim (2001)